# Жаклін Марваль
Жаклін Марваль (фр. Jacqueline Marval), справжнє ім'я Марі-Жозефіни Валле (фр. Marie Josephine Vallet, 19 жовтня 1866 — 28 травня 1932) — французька художниця, літограф і скульпторка.

## Ранні роки

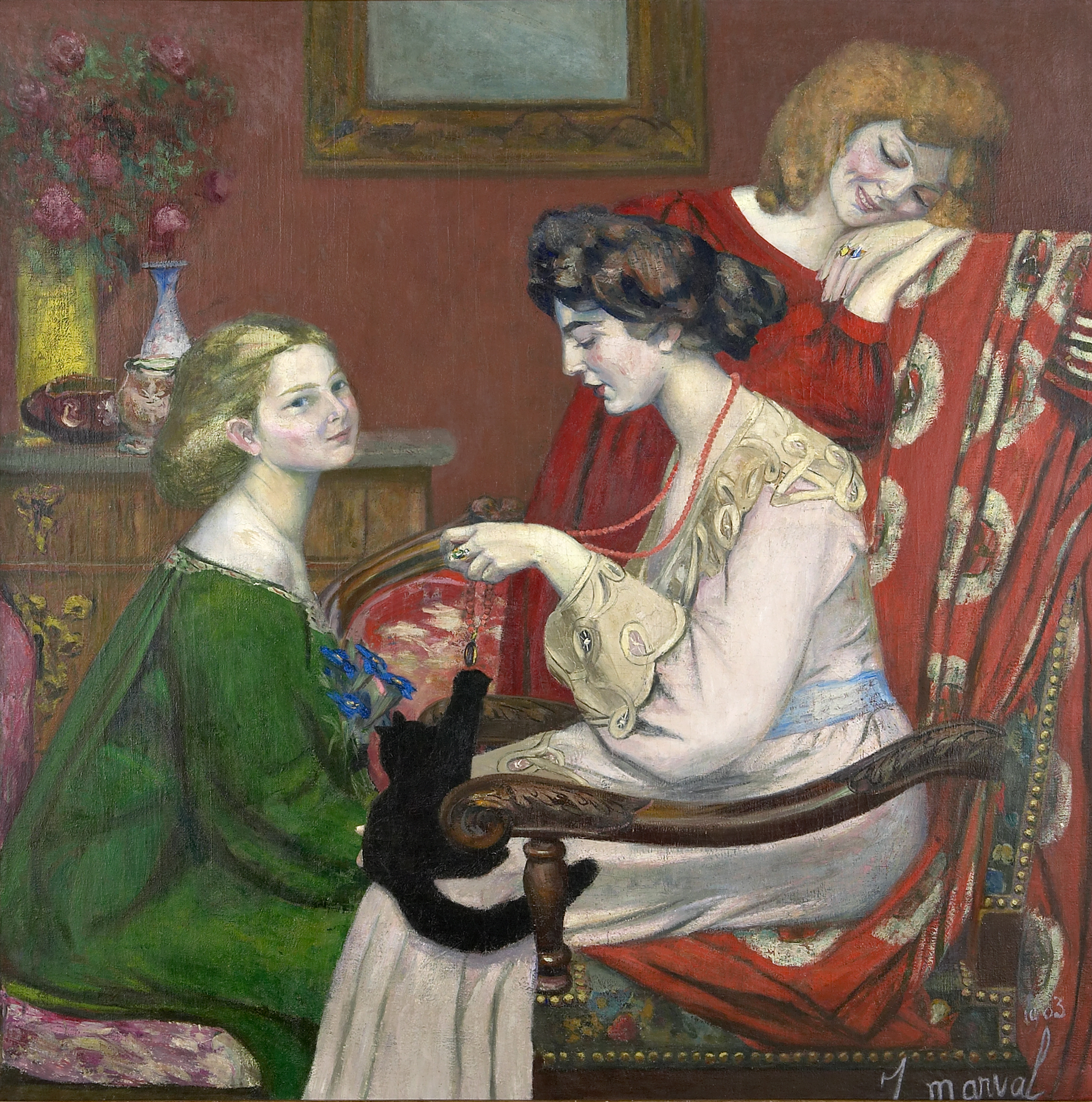
Les Coquettes, 1903, полотно, олія, колишня колекція Амбруаза Воллара

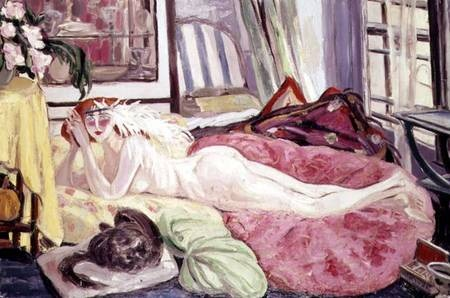
The Bohemian, 1921

Валле народилася в Ке-ан-Шартрез у родині шкільних вчителів. Вона вийшла заміж в 1866 році за комівояжера Альберта Валентина, але розлучилася з ним у 1891 році після смерті сина. Пізніше вона заробляла на життя швачкою. У 1900 році Валле взяла псевдонім Жаклін Марваль, «Marval» — це поєднання її імені та прізвища «МАРі ВАЛле» .

## Кар'єра художниці
1894 року Марваль познайомилася з художником Франсуа Жозефом Жиро, невдовзі стала його подругою та почала жити разом з ним у Парижі. З часом Марваль зійшлася з групою Набі. Жиро познайомив її з Жулем Фландреном, який був також художником і учнем Гюстава Моро. Вони закохалися одне в одного, і Марваль покинула Жиро, та переїхала до Фландрена на вулицю Кампань-Прем'єр, у районі Монпарнас. Вона житиме з ним як його компаньйонка протягом 20 років. Як художниця Марваль працювала переважно в живописі, проте також робила «літографії, акварелі, пастелі, гравюри, малюнки для гобеленів та експериментувала зі скульптурою».
1900 року перші роботи Валле були відхилені Салоном Незалежних, але їй вдалося показати дюжину картин на цій виставці наступного 1901 року. Роботи, відхилені в 1900 році, були куплені арт-дилером Амбруазом Волларом, який протягом тривалого часу підтримував її творчість.
Між 1901 і 1905 роками Марваль часто працювала разом з Анрі Матіссом, Альбером Марке та Фландреном, і всі четверо впливали один на одного.
У 1902 році кілька її картин були виставлені разом з роботами Фландрена, Альбера Марке та Анрі Матісса в галереї на вулиці Віктор-Массе, яку курувала Берта Вейль, яка особливо цікавилася просуванням робіт жінок-художниць, що живуть у Парижі. Марваль також виставлялася на першому Осінньому салоні в 1902, де показала свою великомасштабну картину «Одаліски».
У 1913 році журі, що складалося з Габріеля Аструка, скульптора Антуана Бурделя і художників Моріса Дені та Едуара Вюяра, обрало Марваль для роботи над оздобленням фойє нового театру Єлисейських полів. Вона створила серію з дванадцяти картин на тему Дафніса та Хлої. Серія заснована на постановці Дафніс і Хлоя, поставленої роком раніше.
Також у 1913 році Марваль протестувала проти видалення з Осіннього салону «Іспанської шалі» Кеса ван Донгена і потоваришувала з Ван Донгеном, відкривши свою студію поряд з ним. У 1914 році Марваль і Фландрен переїхали на вулицю Денфер-Рошро, 40, яка знаходилася по сусідству з Ван Донгеном. Того ж 1914 року Жаклін Марваль відвідала його знаменитий костюмований бал.
Роботи Марваль почали впізнавати в Європі та за її межами; вона виставлялася в Барселоні, Льєжі, Венеції, Цюріху, Будапешті та Кіото.
Починаючи з 1923 року Марваль активно виступала за створення музеїв сучасного мистецтва в Парижі та Греноблі. Вона померла 1932 року в лікарні Біша в Парижі.
Після смерті Марваль її роботи зберігалися в галереї Друе, до її закриття в 1938 році, коли вони були продані. Її картина «Портрет Доллі Девіс», 1925 року, перебуває в колекції Художнього музею Мілвокі.
Стилістично «картини Марваль провокаційні та різкі, зухвалі й незвичайні, вона була важливим модерністом у ранні моменти руху».

## «Одаліски», 1902—1903

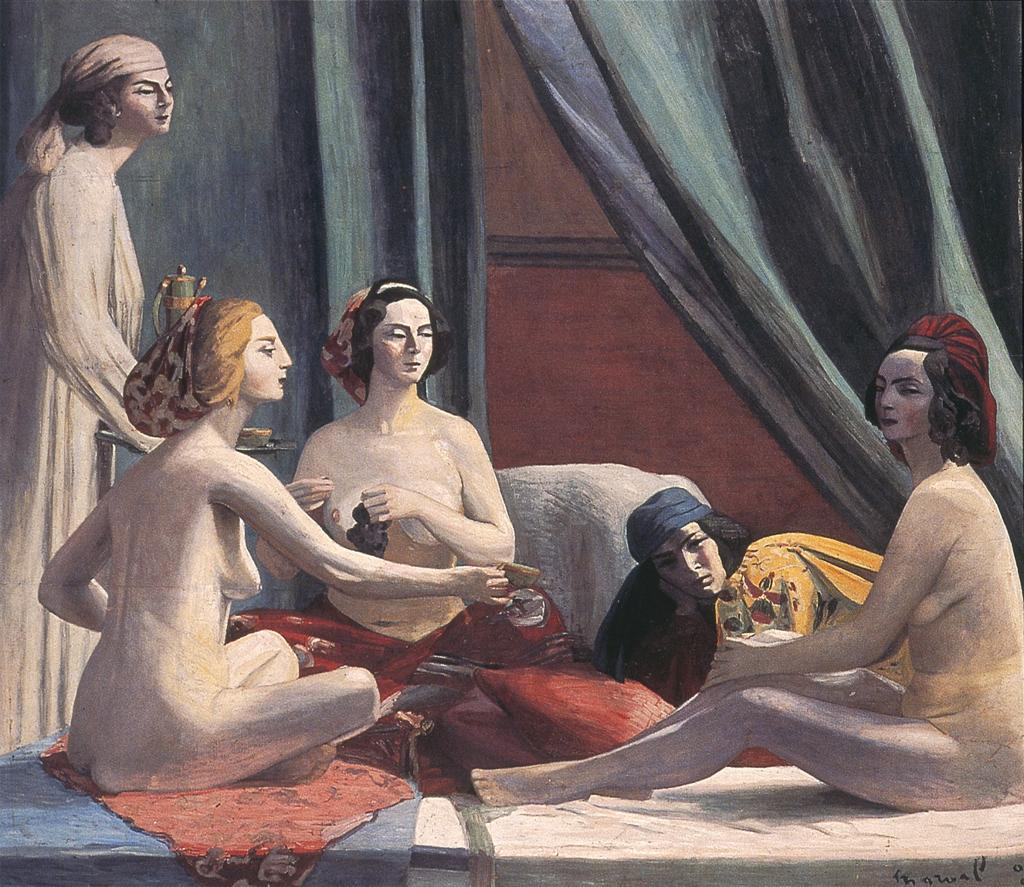
Одаліски

Можливо, її найвідоміша робота «Одаліски» була створена у 1902—1903 роках і вперше виставлена у Салоні Незалежних у 1903 році. На цій картині зображено п'ятеро жінок: три оголені, одна одягнена, яка напівлежить, спершись на лікоть, а ще одна стоїть одягнена і тримає тацю.
Гійом Аполлінер був вражений цією роботою і написав у Chronique des arts у 1912 році, що «Пані Марваль виявила міру свого таланту і створила роботу, що має велике значення для сучасного живопису. Ця сильна і чуттєва картина, вільно намальована і повністю особиста за композицією, лініями та колоритом, заслуговує на те, щоб жити далі» .
«Одаліски» зараз знаходиться в колекції Музею Гренобля і востаннє виставлялася у Музеї Поля-Діні у 2018 році.
«Одаліски» не були включені до історичної Арсенальної виставки 1913 року, як це часто зазначається у літературі про художницю. Натомість на Арсенальній виставці на запрошення Воллара була показана інша робота Марваль, «Одаліски в дзеркалі» (Odalisques au miroir), 1911. Після Арсенальної виставки Марваль виставлялася у США ще декілька разів.

## Критика та спадщина
Критики високо цінували Марваль протягом усієї її кар'єри. Наприклад, у випуску журналу The Burlington Magazine for Connosseurs за 1911 рік було написано, що на виставці в галереї Друе «картини мадам Марваль були одними з найяскравіших …». Аполлінер, окрім своїх компліментів «Одаліскам», у загальному плані коментує її роботу, називаючи її захоплюючою, сильною та гідною визнання. Деякі критики називали її фовісткою, що виражається в її виборі палітри, на який сильно вплинули художники-фовісти та імпресіоністи, що були її попередниками. За словами Люсьєна Манісьє, учня Фландрена, «Марке, Фландрен, Матіс — всі чекали кожної роботи, яку вона створювала, з цікавістю та хвилюванням», і є деякі свідчення того, що однолітки-чоловіки Марваль запозичили у неї «яскравий колір та формальну економію» її живопису".
За життя Марваль відмовлялася брати участь у жіночих виставках; проте після її смерті її кар'єра та доробок були відзначені в одній із них. Товариство модерних жінок-художниць (Société des Femmes Artistes Modernes (FAM) було відомим колективом жінок-художників у Парижі. FAM очолювала Марі-Анн Камакс-Зоггер (1887—1952), «буржуазна французька католичка». 1933 року вони влаштували ретроспективу робіт Марваль у рамках своєї щорічної виставки. Марваль, яка не ідентифікувала себе як феміністку, проте FAM вважала її стиль життя феміністським.
Після її смерті роботи Марваль багато разів виставлялися найчастіше у Франції. У 2020—2021 роках вона була включена у виставку «Valadon et ses contemporaines» в Ліможському музеї образотворчих мистецтв, яка також демонструвалася в Monstaère Royal de Brou з 13 березня 2021 до 27 червня 2021 року.